# Hemaka
Hemaka (ka = "duša") je bio važan službenik faraona Dena, a živio je u vrijeme 1. dinastije.

## Biografija
Hemaka je bio kraljevski kancelar, koji je nadgledao kraljevsko blago te je bio odmah do faraona, te je samo njemu odgovarao. U njega je Den imao veliko povjerenje. Prije svoje prave karijere, Hemaka je radio u kraljevim vinogradima za opskrbljivanje faraonove obitelji vinom. 

## Grobnica
Hemaka je pokopan u mastabi u Sakari; njegova je mastaba pravo remek-djelo. Dokaz da je Hemaka bio važan i jako bogat čovjek su mnogobrojna blaga pronađena u njegovoj grobnici. Također, zanimljivo je i paradoksalno da je ta grobnica veća od Denove.
U grobnici je nađeno predivno djelo egipatske umjetnosti koje se više nikad neće ponoviti - tanjur na kojem su prikazane gazele koje lovi crni pas. Tanjur se čuva u Kairu.